# جوني كاردوسو
جوني كاردوسو (بالإنجليزية: Johnny Cardoso) هو لاعب كرة قدم أمريكي في مركز الوسط، ولد في 20 سبتمبر 2001 في بلدة دنفيل ‏ في الولايات المتحدة. يلعب مع نادي أتلتيكو مدريد في الدوري الإسباني ويلعب أيضاً مع منتخب الولايات المتحدة لكرة القدم.

## وصلات خارجية
- جوني كاردوسو على موقع الاتحاد الأوربي (الإنجليزية)
- جوني كاردوسو على موقع الدوري الأمريكي (الإنجليزية)
- جوني كاردوسو على موقع إي إس بي إن إف سي (الإنجليزية)
- جوني كاردوسو على موقع قاعدة بيانات كرة القدم.إي يو (الإنجليزية)
- جوني كاردوسو على موقع بيانات كرة القدم. دي إي (الألمانية)
- جوني كاردوسو على موقع ليكيب (الفرنسية)
- جوني كاردوسو على موقع ناشيونال فوتبول تيمز (الإنجليزية)
- جوني كاردوسو على موقع Soccerbase.com (لاعب) (الإنجليزية)
- جوني كاردوسو على موقع Soccerway.com (الإنجليزية)
- جوني كاردوسو على موقع عالم كرة القدم.نت (الإنجليزية)